# Toyota Princess Cup 1998
Toyota Princess Cup 1998 — жіночий тенісний турнір, що проходив на відкритих кортах з твердим покриттям Ariake Coliseum у Токіо (Японія). Належав до турнірів 2-ї категорії в рамках Туру WTA 1998. Турнір відбувся вдруге і тривав з 21 до 27 вересня 1998 року. Друга сіяна Моніка Селеш здобула титул в одиночному розряді й заробила 79 тис. доларів.

## Фінальна частина

### Одиночний розряд
Моніка Селеш —  Аранча Санчес Вікаріо 4–6, 6–3, 6–4
- Для Селеш це був 2-й титул в одиночному розряді за рік й 43-й — за кар'єру.

### Парний розряд
Анна Курнікова /  Моніка Селеш —  Мері Джо Фернандес /  Аранча Санчес Вікаріо 6–4, 6–4
- Для Курнікової це був єдиний титул за сезон і 1-й — за кар'єру. Для Селеш це був 3-й титул за сезон і 49-й — за кар'єру.